# Johann I. (Chalon-Arlay)
Johann I. von Chalon-Arlay († 13. Februar 1315) war seit 1267 Herr der in der Franche-Comté gelegenen Herrschaft Arlay.

## Leben und Wirken
Johann war der Begründer der Seitenlinie Chalon-Arlay des Hauses Burgund-Ivrea. Er war der Sohn von Johann von Chalon, Herr von Salins und dessen dritter Gemahlin Laure von Commercy († 1276). Er erbte 1267 beim Tode seines Vaters die im Jura gelegene Herrschaft Arlay. Johann nahm an den Feldzügen seines Schwagers, König Rudolf I. von Habsburg, gegen die Grafen von Burgund und Pfirt teil und bekam dafür die Reichsfreiheit, das Münzrecht und die Schutzherrschaft über die Abtei Saint-Claude verliehen.
Gegen den Widerstand des Erzbischofs gelang ihm 1295 der Erwerb der Vizegrafschaft und des Schultheißenamts von Besançon. 1297/98 war er Marschall des Bischofs von Lüttich. Johann baute seine Herrschaft aus und erlangte das Monopol der Harzgewinnung im Jura. 1296 lehnte er sich gegen die Besetzung der Freigrafschaft Burgund durch den französischen König Philipp IV. auf, unterwarf sich jedoch 1301 und übte ab 1306 als Gouverneur von Burgund, stellvertretend für den französischen König, die Herrschaft in der Freigrafschaft aus.

## Familie
Johann war in erster Ehe verheiratet mit Margarete von Burgund († nach 1300), einer Tochter Herzog Hugos IV. von Burgund. Sie hatten 3 Kinder:
- Hugo, Herr von Arlay († 1322) ⚭ Beatrix de la Tour du Pin († 1347), Tochter von Humbert I. Dauphin von Vienne
- Johann von Chalon-Arlay (1300–1335), Bischof von Basel
- Isabelle († 1352/59) ⚭ Ludwig II., Herr der Waadt († 1349)

1312 heiratete er Alix von Flandern († nach 1316), eine Tochter Wilhelms von Flandern, Herr von Dendermonde, einem Sohn von Graf Guido I. von Flandern. Johann und Alix hatten eine Tochter
- Katharina († 1355) ⚭ Thibaut IV. Sire de Neuchâtel